# Augustyn Hohmann
Augustyn Hohmann (ur. 1880 w Unieszewie – zm. 1960) – ludowy działacz warmiński.
Urodził się w polskiej rodzinie w Szafałdzie (obecnie Unieszewo). Przez całe życie związany był z Warmią, angażując się w działalność Polaków zamieszkujących te tereny. W Unieszewie prowadził gospodarstwo rolne. Pisał m.in. nt. objawień maryjnych w Gietrzwałdzie, opisując ich wpływ na poczucie tożsamości mieszkańców Warmii, uważających się za Polaków.
Miał dwie córki: Annę (po mężu Wilkowska) – żona Edwarda Wilkowskiego, podobnie jak mąż i ojciec była działaczką polską na Warmii, niosącą pomoc robotnikom przymusowym w czasie II wojny światowej, odznaczoną po wojnie przez władze polskie oraz Otylię (po mężu Markwitan) – nauczycielkę i bibliotekarkę.